# Stoi we wsi Subotowie

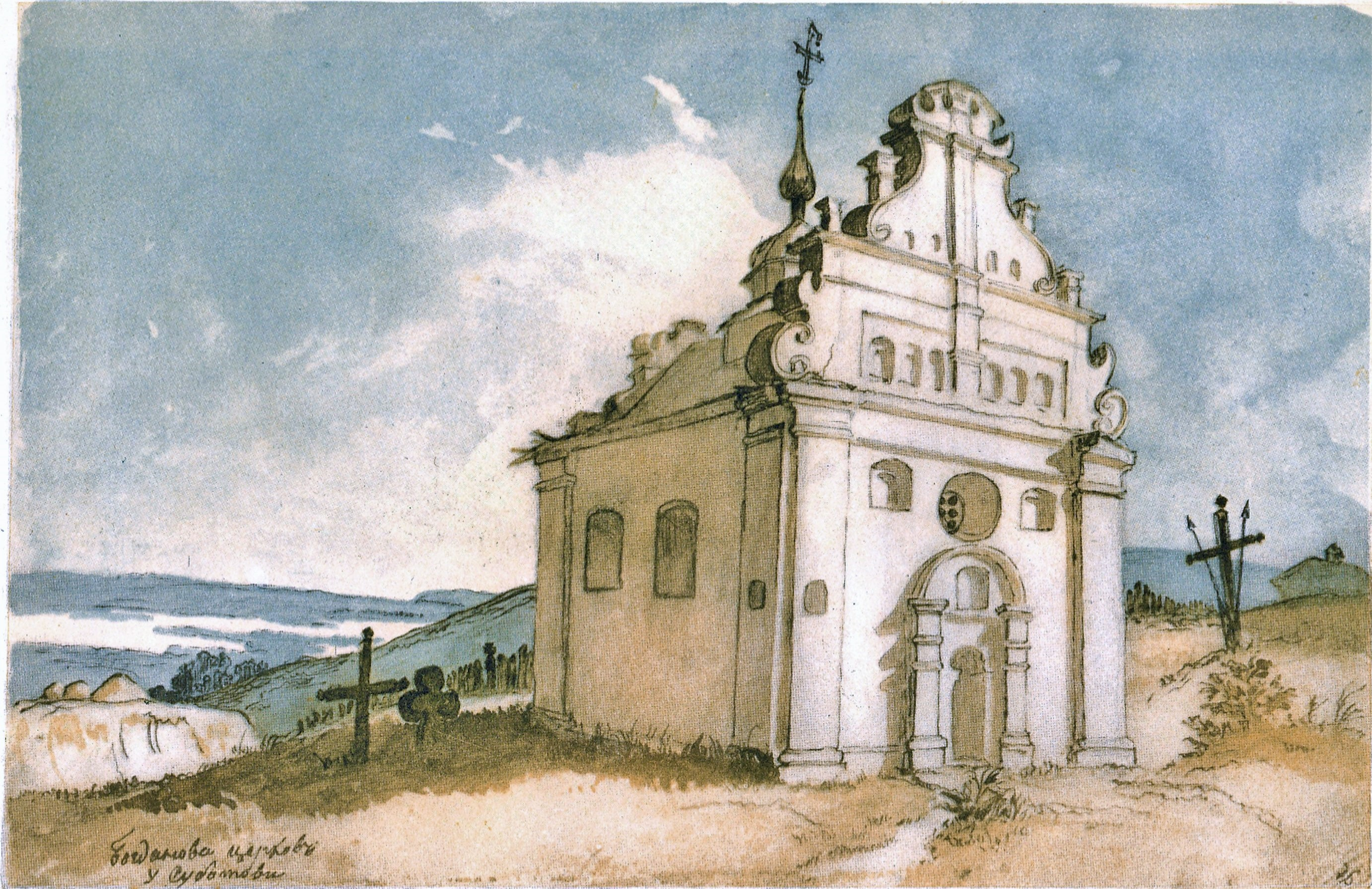
Cerkiew Bohdana Chmielnickiego w Subotowie, akwarela Tarasa Szewczenki

[Stoi we wsi Subotowie] (oryg. ukr. Стоїть в селі Суботові) – wiersz Tarasa Szewczenki ze zbioru Trzy lata, ukończony według zapisu autora 21 października 1845. Stanowi kontynuację refleksji autora nad przeszłością Ukrainy zawartą w tworzonym w tym samym roku poemacie Wielki Loch. Pozycja wiersza w zbiorze pozostaje przedmiotem dyskusji. [Stoi we wsi Subotowie] może być zarówno utworem niezależnym o zbliżonej tematyce do Wielkiego Lochu, jak i jego integralną częścią - epilogiem poematu. 

## Okoliczności powstania utworu
Wiersz powstał bezpośrednio po ukończeniu przez Szewczenkę prac nad Wielkim Lochem, jako konkluzja dla niektórych wyrażonych w tym utworze refleksji związanych z przeszłością Ukrainy i jej wpływem na jej teraźniejszość. Podobnie jak w przypadku wymienionego poematu, bezpośrednią inspiracją dla autora było rozkopanie na polecenie władz rosyjskich podziemi cerkwi św. Eliasza w Subotowie, w celu odnalezienia kosztowności, jakie rzekomo miały znajdować się w grobowcu Bohdana Chmielnickiego. Poszukiwania te zakończyły się fiaskiem, a Szewczenko uważał działanie władz rosyjskich za świadomą profanację miejsca pamięci narodowej Ukraińców. Pozostawiony bez tytułu wiersz jest śladem powstałej przy tej okazji refleksji nad postacią Chmielnickiego i oceną skutków jego działalności politycznej. 

## Treść
Podmiot liryczny, stojąc przed cerkwią w Subotowie, wspomina jej fundatora: Bohdana Chmielnickiego. Stwierdza, że Chmielnicki w tym właśnie miejscu modlił się o to, by Rosjanie i Kozacy stali się dwoma wzajemnie się wspierającymi narodami. Jego prośby nie przyniosły jednak skutków. Kolejny carowie i caryce Rosji systematycznie niszczyli wolność Ukrainy, ostatecznie ją sobie podporządkowując. Podmiot zwraca się do samego Chmielnickiego, z jednej strony podkreślając fatalne końcowe skutki jego polityki, z drugiej - nie zarzucając hetmanowi złej woli w działaniu. Cerkiew, w której modlił się przed zawarciem ugody z Rosją, nazywa trumną Ukrainy, podkreśla, że dawna wolność Ukrainy jest obecnie tylko wspomnieniem, a cały kraj stał się pośmiewiskiem obcych ludzi. Oznajmia jednak, że sytuacja ta musi się zmienić. Obalenie panowania rosyjskiego na ziemiach ukraińskich ma pozwolić na odzyskanie pełnej wolności przez naród, który w przyszłości pomodli się w tej samej cerkwi jako społeczeństwo wolnych ludzi. 

## Wymowa utworu
[Stoi we wsi Subotowie] kontynuuje myśl zawartą w Wielkim Lochu i wcześniejszych utworach Szewczenki o zniewoleniu wolnego ludu zamieszkującego ziemie ukraińskie przez kolejnych władców Rosji. Początkiem tego procesu miało być zawarcie ugody w Perejasławiu. Wiersz skupia się na próbie oceny samej postaci Bohdana Chmielnickiego, którą ocenia w sposób ambiwalentny: z jednej strony uznaje jego porozumienie z Rosją za poważny i fatalny w skutkach błąd, z drugiej - nie potępia go, dostrzega trudną sytuację polityczną hetmana kozackiego, podkreśla, że Chmielnicki modlił się o inny przebieg dalszych wydarzeń historycznych. Wyrazem uszanowania jego działań jest apostrofa Pokój duszy twej, Bohdanie! (ukr. Мир душі твоїй, Богдане!), łagodząca jednoznacznie surowe oceny ugody perejasławskiej zawarte w Wielkim Lochu i jednoznacznie potępienie postaci Chmielnickiego zawarte w utworze Rozkopana mogiła. 
Wiersz kończy się zapowiedzią odmiany losu Ukrainy, czego pewność wyraża podmiot liryczny mówiąc o rychłym powstaniu Ukrainy z grobu. W odróżnieniu od mglistej i niejednoznacznej w interpretacji zapowiedzi pojawienia się mściciela ludowego zawartej w Wielkim Lochu, [Stoi we wsi Subotowie] mówi o odzyskaniu wolności politycznej jako o wydarzeniu nieodległym i pewnym.   